# Operacja Rubikon
Operacja Rubikon (zwana do końca lat 80. operacją Tezaurus) – tajna operacja zachodnioniemieckiej Federalnej Służby Wywiadowczej (BND) oraz amerykańskiej Centralnej Agencji Wywiadowczej (CIA), która trwała odpowiednio od 1970 do 1993 i 2018 roku. Jej głównym celem było zdobywanie informacji poprzez podsłuch tajnej komunikacji rządowej innych państw wykonywanej za pomocą urządzenia szyfrującego (CX-52) szwajcarskiej firmy Crypto AG. Operacja została przedstawiona przez The Washington Post jako jedna z najbardziej udanych operacji wywiadowczych w historii.

Kraje szpiegujące
Kraje współpracujące
Klienci Crypto AG

     Kraje szpiegujące
     Kraje współpracujące
     Klienci Crypto AG

## Znaczenie operacji Rubikon
Umowa między CIA i BND stanowi jeden z najważniejszych przykładów dwustronnych kontaktów i współpracy w historii działań podejmowanych przez zachodnie agencje wywiadowcze. Kontrolowanie rynków zbytu oraz możliwości manipulacji w samych projektach maszyn szyfrujących umożliwiały Niemcom i Amerykanom dostęp do rządowej komunikacji wielu państw na całym świecie.
Agencje wywiadowcze w ramach operacji Rubikon zajmowały się wybieraniem korzystnych dla ich interesów projektów, zatrudnianiem personelu, opracowywaniem technologii oraz kierowaniem sprzedażą. W ramach operacji Rubikon pozyskiwały one dane przede wszystkim z krajów Ameryki Łacińskiej, czy szerzej globalnego Południa. Operacja Rubikon skupiała się na pozyskiwaniu informacji wywiadowczych z tradycyjnych źródeł, czyli takich jak komunikacji prowadzonej przez państwa i ich dyplomatów.
Głównymi celami operacji Rubikon było:
1. zwiększenie międzynarodowej sprzedaży maszyn szyfrujących określonego typu i osłabienie ich funkcjonalności w sposób umożliwiający przechwycenia przetwarzanych przez nie danych przez zaawansowane technologicznie państwa;
2. wstrzymywanie produkcji i sprzedaży bezpiecznych maszyn szyfrujących;
3. zapobieganie pozyskaniu bezpiecznych maszyn szyfrujących przez kraje, którymi zainteresowane były państwa współpracujące w ramach operacji Rubikon.

Szacuje się, że nawet 120 krajów i organizacji międzynarodowych zakupiło maszyn szyfrujące od Crypto AG. O skali przedsięwzięcia świadczy fakt, że w latach 70. XX wieku firma Crypto AG zdominowała światowy rynek maszyn szyfrujących. Obniżenie poziomu zabezpieczeń w urządzeniach sprzedawanych przez Crypto AG umożliwiło pozyskiwanie tajnej komunikacji przez technologicznie rozwinięte kraje. W latach 70. i 80. XX wieku szacunkowo około dziesięć krajów, w tym prawdopodobnie Związek Radziecki miało dostęp do tajnej komunikacji niemal połowy państw świata. Umożliwiło im to uzyskanie olbrzymiego wpływu na dyplomację, wydarzenia polityczne, negocjacje handlowe, a także toczące się konflikty.

### Znaczenie operacji Rubikon dla pozycji BND
Udział BND w operacji Rubikon przełożył się na postrzeganie RFN jako jednego z czołowych europejskich graczy w zakresie wykorzystania wywiadu elektronicznego oraz pozwolił na zwiększenie statusu i znaczenia BND adekwatnie do rosnącej pozycji RFN w Europie. Początkowo w ramach operacji BND pełniło jedynie funkcję zaplecza eksperckiego pomagającego zarządzać projektami wewnątrz Crypto AG. Jednak już od drugiej połowy lat 70. BND zaczęło być postrzegane przez samo CIA jako dojrzały partner, czego dowodem było odrzucenie przez Komisję USA do spraw Wywiadu Komunikacyjnego (ang. United States Communications Intelligence Board – USCIB) propozycji dołączenia brytyjskiego GCHQ do operacji. Trend rosnącego zainteresowania amerykańskich służb wywiadowczych współpracą z wywiadem niemieckim utrzymał się również w kolejnej dekadzie. W latach 1985–1988 NSA pod kierownictwem dyrektora Williama Odoma skupiło się na zacieśnianiu współpracy z wywiadem niemieckim, częściowo tracąc zainteresowanie współpracą z wywiadem brytyjskim. Również rozwój gospodarczy RFN i postęp technologiczny sprzyjał budowie pozycji BND, umożliwiając dostęp do najnowszych generacji sprzętu komputerowego, umożliwiającego przetwarzanie coraz większej liczby danych. Ugruntowania rosnącej roli BND w Europie można doszukać się także w utworzonych podczas zimnej wojny europejskich wspólnotach wywiadowczych. W 1976 roku Dania, Szwecja oraz RFN utworzyły Maximator Alliance (do którego w 1977 dołączyły Niderlandy, a w 1985 Francja), natomiast w latach 80. tworząc Ring of Five (w skład której oprócz RFN weszły Belgia, Dania, Francja i Niderlandy) mający być europejskim odpowiednikiem dla UKUSA.

## Historia Crypto AG

### Boris Hagelin

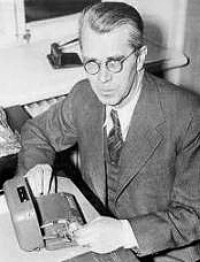
Boris Hagelin w 1940 r.

Boris Casear Wilhelm Hagelin (1892–1983) urodził się w Adshikent w Imperium Rosyjskim (obecnie miejscowość znajduje się w Azerbejdżanie). Był szwedzkim inżynierem, wynalazcą maszyn szyfrujących. W 1925 roku wraz z Arvidem Gerhardem Dammem opracował swoją pierwszą maszynę szyfrującą w firmie AB Cryptograph w Sztokholmie. W 1930 roku firma została zlikwidowana, a w jej miejsce powstała założona przez Hagelina firma AB Ingeniörsfirman, przekształcona następnie w Crypto AG. Hagelin został jednym z największych na świecie producentów maszyn szyfrujących. Uważa się, że przeniósł część swojego przedsiębiorstwa z drogiej i kosztownej podatkowo Szwecji na przedmieścia Zug w Szwajcarii w celu uniknięcia płacenia podatków. Sam Hagelin twierdził, że było to częścią jego pierwotnego planu współpracy ze szwajcarskim wynalazcą dr. Edgarem Gretenerem, który jednak nie został zrealizowany. Zamiast tego Gretener założył w Zurychu w Szwajcarii konkurencyjną firmę Edgar Gretener AG.

### William Friedman
William Frederick Friedman (1891–1969) urodził się w Kiszyniowie w Imperium Rosyjskim (obecnie stolica Mołdawii). Był amerykańskim łamaczem kodów i twórcą maszyn szyfrujących. W latach 30. XX wieku pracował w Army Signals Intelligence Service (SIS), a w 1949 roku został szefem wydziału kryptograficznego nowo utworzonej Agencji Bezpieczeństwa Sił Zbrojnych (ang. Armed Forces Security Agency – AFSA). W 1952 roku agencja została zastąpiona przez NSA, a Friedman został jej głównym kryptologiem.

### II wojna światowa – nieformalne umowa Hagelina i Friedmana
W 1935 roku armia USA poszukiwała urządzeń mogących zastąpić przestarzały i łatwy do złamania ręczny szyfr M-94, który nie zapewniał pełnego bezpieczeństwa szyfrowanych wiadomości. Poszukiwania zamienników zwróciły uwagę Friedmana, szefa Signal Intelligence Servies (SIS) na maszyny oferowane przez Hagelina. W latach 1937–1939 spotkania nie przyniosły rezultatów. Strona amerykańska wskazywała na konieczność dalszego udoskonalania maszyn. Ostatecznym efektem prac Hagelina były maszyny C-36 i C-38, których plany zostały zakupione przez SIS za kwotę ponad 9 mln USD. W 1950 r. William Friedman, już jako szef wydziału kryptograficznego nowo utworzonej AFSA, zawarł z Borisem Hagelinem umowę dżentelmeńską. Hagelin zobowiązał się do sprzedaży wyłącznie osłabionych wersji maszyn do państw trzecich. Dodatkowo w przypadku jego przejścia na emeryturę Stany Zjednoczone otrzymały prawo pierwokupu Crypto AG.

### Spór między NSA i CIA

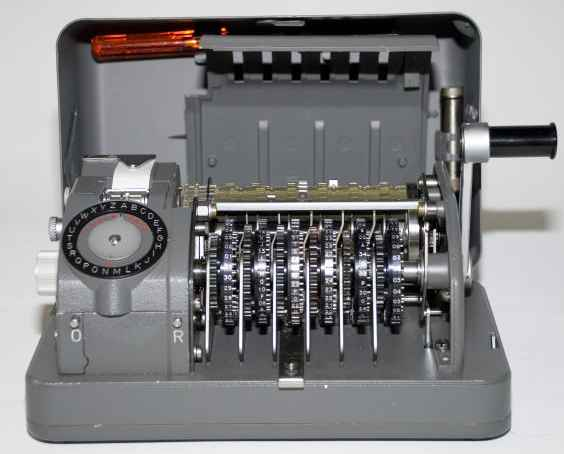
Maszyna szyfrująca CX-52

NSA postrzegała operację Rubikon jako niepotrzebne ryzyko, a Friedman nie był w stanie uzyskać poparcia Komisji USA do spraw Wywiadu Komunikacyjnego dla rozpoczęcia oficjalnej współpracy z Hagelinem. Przede wszystkim obawiano się, że wywiad amerykański nie będzie w stanie kontrolować Hagelina. W 1956 r. doszło do zmiany postrzegania możliwych korzyści płynących z nawiązania współpracy z Crypto AG. Dostrzeżono wtedy, że nowe maszyny szyfrujące Hagelina – CX-52 stanowią poważne zagrożenia dla prowadzenia wywiadu sygnałowego, a przejęcie nad nimi kontroli byłoby bardzo korzystne. Zmiana kierownictwa NSA (Ralph Canine został zastąpiony przez Johna Samforda) w 1956 r. doprowadziła jednak do zdecydowanego sprzeciwu wobec rozpoczęcia operacji. Wiele osób z NSA uważało, że nie potrzebują pomocy Hagelina i są w stanie sami złamać szyfrowanie jego maszyn.
Odmienne stanowisko miało CIA, które w związku z niezdecydowaniem NSA przejęło inicjatywę w negocjacjach. Wstępnie CIA zaproponowało przejęcie kontroli nad sprzedażą maszyn szyfrujących, przeniesienie rodziny Hagelina do Stanów Zjednoczonych, jednorazową zapłatę w wysokości 700 tys. USD oraz wypłacanie stałej pensji jako zapłaty za możliwość konsultacji. Sprzeciw NSA uniemożliwił sfinalizowania tej umowy. W 1958 r. w obawie przed wcześniejszą emeryturą Hagelina i utratą wszelkich wpływów w Crytpo AG, CIA przygotowała nową propozycję pięcioletniej umowy w zamian za 2 mln USD oraz comiesięczną wpłatę 50 tys. USD. Jednak projekt ponownie został zablokowany przed USCIB z powodu sprzeciwu NSA.
Spór pomiędzy NSA a CIA znany był jako tzw. „problem Borysa” (the Boris problem). Nieustanne konflikty między tymi dwiema agencjami dotyczące nawiązania współpracy z Hagelinem uniemożliwiały podjęcie konkretnych działań oraz zaogniły starą rywalizację w zakresie SIGINT pomiędzy dwiema służbami.

### Projekt Spartan
W 1960 r. uzgodniono umowę, która otrzymała poparcie USCIB. Stosunki z firmą Hagelina regulowała CIA, która zawarła pisemną umowę licencyjną o kryptonimie Spartan z Crypto AG. Początkowo dotyczyła ona ograniczenia sprzedaży urządzeń do niektórych państw. Jednak w kolejnych latach CIA zyskało uprawnienia do bezpośredniego kierowania sprzedażą w zamian za pokrywanie potencjalnych strat finansowych, na jakie mogło zostać narażone Crypto AG. CIA zapłaciło jednorazowo Hagelinowi 600 tys. USD oraz ustaliło coroczne wynagrodzenie za jego konsultacje w wysokości 75 tys. USD przez cały okres trwania umowy.

### Operacja Thesaurus
Wraz z wygaśnięciem umowy będącej podstawą projektu Spartan w latach 1966–1967 CIA i NSA podjęły dwie nieudane próby zawarcia umowy dotyczącej zakupu całości Crypto AG. W 1967 r. wspólną propozycję zakupu złożyły rządy Francji i Niemiec. Hagelin był gotów przystać na przedstawione warunki tylko za zgodą CIA i NSA. Strona amerykańska nie zgadzała się jednak na udział Francji w przedsięwzięciu z uwagi o obawy o niekontrolowaną sprzedaż maszyn przez to państwo. Ponownie w negocjacjach inicjatywę przejęła CIA, proponując wspólny zakup wraz z niemiecką BND. Pośrednikiem w transakcji miała zostać inna firma powiązana z amerykańskim wywiadem – Siemens. Ostatecznie zarząd Siemens zdecydował się o wycofaniu z jawnego udziału w zakupie. Finalnie we wrześniu 1969 roku za łączną kwotę 7 mln USD CIA i BND zakupiły Crypto AG. Zakup utajniono przed pracownikami i zarządem firmy. W 1970 roku Crypto AG otrzymała kryptonim Minerva, natomiast operacja zakupu kryptonim Thesaurus, przemianowane później na Rubikon.
Porozumienie było przełomowym momentem podważającym bezpieczeństwo światowej komunikacji na świecie w kulminacyjnym okresie zimnej wojny. Od tego momentu rządy państw na całym świecie, nie wiedząc o tym, płaciły znaczące kwoty de facto Stanom Zjednoczonym i Republice Federalnej Niemiec za możliwość odczytania ich komunikacji.
Zakup Crypto AG na początku lat 70. XX wieku stał się początkiem dynamicznego rozwoju zdolności CIA i BND w zakresie SIGINT. Około 120 państw i organizacji międzynarodowych na przestrzeni kolejnych lat było klientami Crypto AG. Pozyskane podczas operacji dane mogły wpływać na stosunki dyplomatyczne, wydarzenia polityczne czy negocjacje handlowe. Na liście celów operacji Rubikon znalazły się państwa takie jak np. Arabia Saudyjska, Iran, Jugosławia, Argentyna, Irak, Libia i Korea Południowa. Informacje zdobyte dzięki operacji były wykorzystywane podczas kryzysu zakładników w Iranie (poprzez dostęp do algierskiej komunikacji dyplomatycznej) oraz potwierdziły zaangażowanie Libii w zamach bombowy w Berlinie w 1986 roku. Najprawdopodobniej USA i RFN były w posiadaniu informacji dotyczących polityki apartheidu w Południowej Afryce, ludobójstwa w Indonezji, brutalności represji dysydentów prowadzonych przez Husniego Mubaraka w Egipcie i operacji Kondor w Ameryce Południowej.
Operacja Rubikon pozwoliła rozwinąć status i prestiż BND adekwatnie do rosnącego znaczenia Niemiec Zachodnich w Europie. BND ewoluowało z zaplecza eksperckiego, pomagającego zarządzać projektami wewnątrz Crypto AG do bycia jedną z czołowych służb wykorzystujących możliwości SIGINT. Dodatkowo wraz z rozwojem ekonomicznym Niemiec BND miało coraz większe środki na zakup komputerów wyższej klasy umożliwiających przetwarzanie większej ilości komunikacji. Dowodem na rosnące znacznie BND było odrzucenie propozycji dołączenia brytyjskiego GCHQ do projektu. Ponad dekadę później William Odom, dyrektor NSA, zaczął tracić zainteresowanie wywiadem brytyjskim na rzecz pogłębiania relacji z niemieckimi służbami.
Wraz z dalszym rozwojem operacji stopniowo coraz więcej państw sojuszniczych zyskiwało dostęp do informacji zdobytych dzięki operacji Rubikon. Jako głównych beneficjentów wskazuje się Danię, Szwajcarię, Szwecję oraz państwa zrzeszone w sojuszu Five Eyes. CIA i BND stopniowo wprowadzały do Crypto AG swoich agentów, którzy oficjalnie reprezentowali takie firmy jak Siemens i Motorola.

### Afera Hydra
14 marca 1992 roku przedstawiciel handlowy Crypto AG – Hans Bühler został aresztowany w Teheranie, początkowo w celu weryfikacji jego działalności i celu pobytu. Gdy 6 dni później nie stawił się na lot powrotny szwajcarska ambasada dotarła do informacji, że Bühler został oskarżony jako fałszywy biznesmen o szpiegostwo na rzecz Szwajcarii, łapówkarstwo i nielegalne spożycie alkoholu. Bühler podobnie jak inni przedstawiciele handlowi nie wiedział o modyfikacjach i osłabieniu, jakimi zostały poddane sprzedawane maszyny. Władze Iranu nie były świadome powiązania Crypto AG z amerykańskim i niemieckim wywiadem. Najprawdopodobniej zatrzymanie Bühlera było wynikiem przypadku. Iran starał się o ekstradycję Zayala Sarhadiego oskarżonego o zabójstwo byłego premiera Iranu na terytorium Francji. Według CIA Iran potrzebował Europejczyka w celu przyśpieszenia wymiany – niefortunnie skorzystano z okazji i aresztowano przedstawiciela handlowego Crypto AG. Dodatkowo z racji na branżę, w jakiej pracował Bühler łatwo można było oskarżyć go o szpiegostwo. Kaucja za jego uwolnienie została ustanowiona w wysokości 1 mln USD. CIA zabiegała o możliwie jak najszybsze zapłacenie okupu i uwolnienie. Jednak rząd Stanów Zjednoczonych mając w pamięci aferę Iran-Contras nie chciał przekazać funduszy Teheranowi. Tym samym konieczność zapłacenia całości kaucji przeszła na BND. Tuż przed uwolnieniem Bühlerowi postawiono dodatkowo zarzut osłabiania sprzedawanych maszyn, co wzbudziło jego podejrzenia. Po powrocie do Szwajcarii zaczął publicznie oskarżać Crypto AG o brak starań o jego uwolnienie oraz powtarzać mediom usłyszany zarzut osłabiania maszyn szyfrujących. Zarząd Crypto AG wbrew woli CIA i BND zadecydował o zwolnieniu Bühlera w 1993 roku.
Po zwolnieniu Hans Bühler zażądał od Crypto AG 2,5 mln franków szwajcarskich w ramach ugody dotyczącej planowanego pozwu w sprawie zwolnienia. Finalnie obie strony zgodziły się na 250 tys. franków. Dyrektor generalny Crypto AG Michael Grupe nie zawarł w ugodzie klauzuli zobowiązującej Bühlera do zachowania w tajemnicy informacji dotyczących Crypto AG. Po zawarciu ugody z Bühlerem skontaktował się inny były pracownik Crypto AG – Peter Frutiger, który podejrzewał, że CAG jest w rzeczywistości kierowane przez amerykańskie i niemieckie służby. Efektem współpracy Bühlera i Frutigera miała być premiera książki i filmu dokumentalnego o Crypto AG. W 1994 roku Bühler i Frutiger brali udział w kilku programach telewizyjnych. Publicznie głosili tezy, że Crypto AG jest w rzeczywistości zarządzane przez BND, natomiast technologie zapewniają amerykańskie służby wywiadowcze. W odpowiedzi dyrektor generalny Crypto AG Michael Grupe również zaczął pojawiać się w programach telewizyjnych i dementował wypowiedzi Bühlera i Frutigera. Przedstawiał ich jako dwójkę sfrustrowanych byłych pracowników. Dodatkowo Grupe wykazywał na absurdalność stawianych zarzutów. Z racji na sprzedaż maszyn m.in. do Niemiec i Szwajcarii firma była poddawana licznym kontrolom, które nie wykazały żadnej zewnętrznej ingerencji zarówno w maszyny szyfrujące, jak i samą firmę.

### Wycofanie się BND z operacji
Wraz ze zjednoczeniem Niemiec oraz traktatem z Maastricht w BND zaczął narastać wewnętrzny konflikt interesów wynikający ze zbliżenia się do wyłaniającej się nowej wspólnoty europejskiej. Już wcześniej BND starało się okresowo ograniczyć wpływ Rubikonu na niektóre państwa europejskie, jak np. Włochy i Grecję. Powstała realna obawa przed ujawnieniem, że Niemcy – państwo będące jednym z liderów integracji – bierze udział w działalności wywiadowczej wymierzonej w wybrane państwa Europy. Dodatkowo zaczynały narastać podejrzenia wobec rzeczywistego bezpieczeństwa oferowanego przez urządzenia Crypto AG, co w przypadku ujawnienia zaangażowania Niemiec tym bardziej groziło konsekwencjami politycznymi.
W maju 1993 roku szefowie CIA i BND podpisali memorandum, które przekazało CIA pełną kontrolę nad Crypto AG. BND wciąż miało otrzymywać informacje gromadzone w ramach Rubikonu, jednakże strona amerykańska nie wywiązała się z tego postanowienia. 11 grudnia 1993 roku CIA wykupiło niemieckie udziały Crypto AG za 17,1 mln dolarów i zostało jedynym właścicielem firmy. W 1994 oficer BND (ps. Metal) poinformował, że tuż po otrzymaniu pełnej kontroli Amerykanie rozpoczęli ulepszanie algorytmów Crypto AG. BND jedynie dzięki współpracy ze szwedzkim wywiadem wciąż zachowało dostęp do zaszyfrowanych informacji.

### Crypto AG po 1994 roku
Znaczenie firmy na światowym rynku zabezpieczeń systematycznie spadało z powodu rozwoju nowych, w pełni cyfrowych technologii szyfrowania.
Produkty Crypto AG są nadal używane. Firma działa w szwajcarskiej miejscowości Zug. Jednak została podzielona w 2018 roku. Nowymi właścicielami zostały dwie firmy – CyOne Security i Crypto International. CyOne Security sprzedaje systemy bezpieczeństwa wyłącznie rządowi Szwajcarii, natomiast Crypto International zajmuje się działalnością międzynarodową. Obie firmy zapewniają, że nie utrzymują kontaktów z zagranicznymi służbami wywiadowczymi. Natomiast prezes CyOne twierdzi, że nie wiedział o własności CIA nad Crypto AG.
W połowie grudnia 2019 roku Guy Parmelin – szwajcarski minister ds. gospodarki, postanowił zawiesić licencję Crypto International i CyOne Security. W styczniu kolejnego roku szwajcarski rząd zatrudnił sędzię Sądu Najwyższego, który miał wszcząć postępowanie w sprawie wykorzystywania szwajcarskiej firmy przez CIA i niemieckie BND do szpiegowania tajnej komunikacji państw w czasie zimnej wojny. Opublikowane raporty i dokumenty mogą podważyć polityczną neutralność Szwajcarii.

## Oficjalne śledztwo
W dniu 15 stycznia 2020 roku Szwajcarska Rada Federalna podjęła decyzję o powierzeniu śledztwa byłemu sędziemu federalnemu Niklausowi Oberholzerowi. 13 lutego 2020 roku sprawą zajęła się Komisja ds. Audytu Biznesowego Parlamentu (GPDel) pod przewodnictwem jej prezesa Alfreda Heera.
W związku ze sprawą Crypto AG ze stanowiska szefa Federalnej Służby Wywiadowczej Szwajcarii ustąpił Jean-Philippe Gaudin. Według szwajcarskiej prasy powodem jego odejścia był konflikt z szefową Federalnego Departamentu Obrony, Ochrony Ludności i Sportu Violą Amherd, która oskarżała go o zwłokę w informowaniu o sprawie Crypto AG.
10 listopada 2020 r. opublikowano wyniki dochodzenia GPDel. Pomimo że na początku śledztwa przyjmowano, że wszystkie dowody zostały zniszczone, w trakcie odnaleziono tajne dokumenty państwowe w bunkrze atomowym z czasów zimnej wojny. Ustalono, że Szwajcarzy byli świadomi operacji od co najmniej 1993 r. i również korzystali z pozyskanych informacji. Komisja doszła do konkluzji, że po wycofaniu Niemiec z operacji to Szwajcaria przejęła ich rolę. Dochodzenie ujawniło również szpiegostwo innej szwajcarskiej firmy – Omnisec. Rząd Szwajcarii został zobligowany do udzielenia odpowiedzi dotyczącej raportu do czerwca 2021 r.

## Śledztwa dziennikarskie

### Ronald Clark
W grudniu 1970 r., pod koniec kariery zawodowej Friedman zdeponował większość swoich prywatnych notatek, dokumentów i wyników badań w prywatnej bibliotece im. Georga C. Marshalla w Lexington. Dokumenty miały zostać sprawdzone przez funkcjonariuszy NSA. Obawiano się, że prywatna korespondencja między Friedmanem a Hagelinem mogłaby zagrozić tajności operacji Rubikon. Z racji na ogrom materiałów przekazanych bibliotece weryfikacja treści odbywała się powierzchownie, głównie bazując na opisach kart katalogowych. Dodatkowo NSA nie zdobyła dostępu do części dokumentów przechowywanych w sejfie, do którego żona Friedmana nie podała szyfru. Początkowo część materiałów została objęta klauzulą tajności, jednak po dwóch kolejnych powierzchownych sprawdzeniach całość dokumentacji została odtajniona. W 1975 r. zbiorami biblioteki zainteresował się brytyjski dziennikarz, biografista Ronald Clark, pracujący nad biografią Friedmana. NSA szczególnie obawiało się o odkrycie przez Clarka prawdziwego celu wizyt Friedmana w Europie w latach 1957–1958. Odkrycia Clarka zostały sprawdzone przez agentów NSA. Dziennikarz faktycznie zwrócił uwagę na wizyty Friedmana w Europie, jednak nie przywiązał szczególnej uwagi do Szwajcarii. Uważał, że działalność Friedmana w Europie była ukierunkowana na państwa sojusznicze zrzeszone w NATO. W 1977 Clark wydał biografię Friedmana pod tytułem The Man Who Broke Purple: The Life of Colonel William F. Friedman. W książce znalazł się wątek przyjaźni łączącej Friedmana z Hagelinem, nie poruszała jednak wątku samego Crypto AG. Pomimo braku bezpośredniego zagrożenia dla Rubikonu działalność Clarka uświadomiła potencjalne niebezpieczeństwo, jakie mogło wyniknąć ze zbiorów Biblioteki Marshalla. Dokumenty Friedmana zostały ponownie przejrzane, a część z nich utajniono.

### James Bamford
W 1979 r. amerykański publicysta, dziennikarz rozpoczął pracę nad książką The Puzzle Palace mającą przedstawić całą historię NSA, począwszy od jej prekursora – Black Chamber po współczesność. Pomimo utajnienia zbiorów Friedmana dzięki osobistej perswazji Bamford zyskał dostęp do całości dokumentacji, w tym do sejfu, z którego zawartości z racji na brak kodu nie mógł skorzystać wcześniej Clark. Główną poszlaką, jaka zwróciła uwagę Bamforda była korespondencja pomiędzy Friedmanem a Howardem Engstormem, zastępcą dyrektora NSA. Friedman wielokrotnie skarżył się na odsunięcie go od “projektu Borys”. Bamford szybko powiązał cel wizyt Friedmana z Hagelinem oraz Crypto AG. Podejrzewał, że celem było przejęcie firmy przez GCHQ i NSA. NSA bezskutecznie próbowało zapobiec publikacji książki Bamforda. Finalnie większość dokumentacji została wywieziona z biblioteki. Dodatkowe śledztwo wykazało, że oprócz Bamforda pięć innych osób wykonało kopie niektórych materiałów Friedmana, jednak NSA udało się je zająć.

### Scott Shane i Tom Bowman
Końcem 1994 r. Crypto AG zdecydowało się na wniesienie sprawy przeciwko Bühlerowi i Frutigerowi do sądu. Był to ryzykowny krok. Jeśli proces wykazałby osłabianie maszyn i wpływy wywiadów zagranicznych byłby to koniec firmy, a jednocześnie w przypadku nieznalezienia żadnych nieprawidłowości zakończyłby wszelkie oskarżenia wobec CAG. Bühler i Frutiger nie byli w stanie przedstawić żadnych niepodważalnych dowodów. Swoją linię przed sądem oparli o własne zeznania oraz jeden, utrzymany w przyjacielskim tonie list pomiędzy jednym z kryptologów NSA a Hagelinem. Przed procesem Bühler poprosił dziennikarza the Baltimore Sun, Scotta Shane’a o zebranie zeznań od innych byłych pracowników Crypto AG. Dziennikarzowi nie udało się pozyskać żadnych konkretnych informacji. Finalnie sąd orzekł na korzyść Crypto AG ucinając dalsze oskarżenia ze strony Bühlera i Frutigera.
Od zakończenia procesu Scott Shane wraz z drugim dziennikarzem, Tomem Bowmanem pracowali nad serią artykułów No Such Agency mającą ukazywać się na łamach the Baltimore Sun. Ich pierwszy artykuł Rigging the game został opublikowany 10 grudnia 1995 r. Dziennikarze uzupełnili w nim wcześniejsze ustalenia Clarka i Bamforda. Wprost wykazywali na powiązania Crypto AG z NSA i BND odwołując się do okoliczności afery HYDRA, zeznań Bühlera i innych byłych pracowników uzupełniając je o wiedzę ekspertów z zakresu kryptografii.

### Współczesne śledztwo
W 2004 roku CIA przygotowało dla BND pamiątkowy, 96-stronicowy dokument o operacji Rubikon pod nazwą Minerva. W odpowiedzi BND przekazało CIA nagrany komentarz funkcjonariuszy, którzy byli zaangażowani w operacje Rubikon. W 2018 roku ZDF – drugi program niemieckiej telewizji publicznej rozpoczął pracę nad dokumentalną serią poświęconą historii BND. Niemieccy dziennikarze Peter F. Müller, Ulrich Stoll i David Ridd dotarli zarówno do 96-stronicowego dokumentu, jak i do nagrań uzupełniających go. Dziennikarze podróżowali po świecie, zbierając świadectwa osób, które niegdyś były zaangażowane w operacje Rubikon. Do grona dziennikarzy dołączył Greg Miller z the Washington Post oraz Nicole Vögle i Fiona Endere ze szwajcarskiej telewizji SRG uzupełniając pracę dziennikarzy ZDF o amerykańską i szwajcarską perspektywę. W międzyczasie były dyrektor NSA, Bobby Ray Inman oraz Bernd Schmidbauer – minister odpowiedzialny podczas kadencji Helmuta Kohla za nadzór nad BND – potwierdzili autentyczność materiałów zebranych przez dziennikarzy. Od 2019 roku NSA ponownie zaczęła udostępniać część materiałów, jakie niegdyś Friedman przekazał Bibliotece Marshalla.